# Gouvernement Sagasti
Merino Castillo I
Le gouvernement Sagasti est le gouvernement du Pérou entre le 18 novembre 2020 et le 28 juillet 2021, dont le président de la République est Francisco Sagasti.
Ce gouvernement est qualifié de « gouvernement de transition et d'urgence » et d'union nationale, ayant pour objectif de lutter contre la pandémie de Covid-19 et résoudre la crise politique du pays.

## Contexte
En septembre 2020, le président Martín Vizcarra est accusé de corruption à la suite de la diffusion d'un enregistrement le mettant en cause dans un contrat de complaisance supposé d’un chanteur. Il échappe à une première destitution du Congrès et la justice annonce l'ouverture d'une enquête quelque temps plus tard.
En octobre ont lieu d'autres révélations d'hommes d'affaires sur des possibles actes de corruption du président. À la suite de cela, le président du Congrès Manuel Merino prend la tête du mouvement en faveur de l'inculpation de Vizcarra. Le 9 novembre 2020, le président de la République est destitué par le Congrès avec 105 voix pour, 19 contre et 4 abstentions.
Cette destitution du président par le Congrès est dénoncée par des manifestants, évoquant un « coup d'État ». Le président du Congrès, Manuel Merino, lui succède le lendemain.
L'annonce de sa destitution mène dans les jours qui suivent à des manifestations de grande ampleur — les plus grandes au Pérou depuis deux décennies — dans la capitale et les principales villes du pays. Merino n'est par ailleurs pas reconnu par la majorité des gouvernements voisins, la décision du parlement de destituer Vizcarra sur la base d'accusations couvertes par l’immunité présidentielle étant jugée inconstitutionnelle.
Le 15 novembre 2020, Merino est forcé de démissionner en raison des manifestations. Quelques heures plus tôt, plusieurs ministres de son gouvernement avaient déjà démissionné.
Dans la même journée, à la suite de la démission de Manuel Merino et de la présidence du Congrès, l'Assemblée procède à une nouvelle élection. La première liste présentée, celle du Front large n'obtient pas les voix nécessaires. Le lendemain, le 16 novembre, a lieu un nouveau vote et une nouvelle liste est présentée, formant une coalition du Parti violet, Front large, Action populaire et Nous sommes le Pérou ; le résultat est le suivant :
| Candidat                               | Date                                       | Vote       |    |    |    |    |   |   |   |   |   | Décentralisation Démocratique | NI | Total |
| -------------------------------------- | ------------------------------------------ | ---------- | -- | -- | -- | -- | - | - | - | - | - | ----------------------------- | -- | ----- |
| Francisco Sagasti Président du Congrès | 16 novembre 2020 Majorité requise : simple | Oui        | 23 | 21 | 13 |    | 8 | 2 | 9 | 7 | 5 | 4                             | 5  | 97    |
| Francisco Sagasti Président du Congrès | 16 novembre 2020 Majorité requise : simple | Non        |    |    |    | 13 | 1 | 8 |   | 1 |   | 1                             | 2  | 26    |
| Francisco Sagasti Président du Congrès | 16 novembre 2020 Majorité requise : simple | Abstention |    |    |    |    |   |   |   |   |   |                               |    | 0     |
| Francisco Sagasti Président du Congrès | 16 novembre 2020 Majorité requise : simple | Absence    | 1  |    | 2  | 1  | 2 |   |   |   |   |                               | 1  | 7     |

Dès le lendemain, Sagasti prête serment en tant que président de la République jusqu'au 28 juillet 2021, le temps d'assurer la transition jusqu'à la nouvelle élection.

## Historique

### Formation
Le 18 novembre 2020, Violeta Bermúdez est nommée présidente du Conseil des ministres.

### Évolution
Nommé ministre de l'Intérieur, Rubén Vargas propose un plan de réforme de la police contesté par les élus conservateurs, qui menacent de ne pas accorder la confiance au gouvernement. Cluber Aliaga est nommé le 3 décembre pour lui succéder. Celui-ci démissionne quelques jours plus tard, après avoir dénoncé le limogeages de généraux de la police responsables de la répression des manifestations de novembre. José Manuel Elice Navarro lui succède le 7 décembre.
En février 2021, la presse péruvienne révèle que l'ancien président Vizcarra a été vacciné en secret en octobre 2020. Le 13 février, la ministre de la Santé, Pilar Mazzetti, également en poste sous l'ancien président, annonce sa démission. Óscar Ugarte lui succède. La ministre des Affaires étrangères, Elizabeth Astete, démissionne le lendemain, pour avoir elle aussi été vaccinée en janvier 2021. Allan Wagner Tizón lui succède le 15 février.

## Composition
| Portefeuille                                                    | Titulaire | Titulaire                                                                                           | Parti  |
| --------------------------------------------------------------- | --------- | --------------------------------------------------------------------------------------------------- | ------ |
| Président de la République                                      |           | Francisco Sagasti                                                                                   | PM     |
| Conseil des ministres                                           |           | |        |
| Présidente du Conseil des ministres                             |           | Violeta Bermúdez                                                                                    | Indép. |
| Ministre des Affaires étrangères                                |           | Elizabeth Astete (jusqu'au 14/02/2021) Allan Wagner                                                 | Indép. |
| Ministre de la Défense                                          |           | Nuria Esparch                                                                                       | Indép. |
| Ministre de l'Économie et des Finances                          |           | Waldo Mendoza Bellido                                                                               | Indép. |
| Ministre de l’Intérieur                                         |           | Rubén Vargas Céspedes (jusqu'au 02/12/2020) Cluber Aliaga Lodtmann (jusqu'au 07/12/2020) José Elice | Indép. |
| Ministre de la Justice et des Droits de l'homme                 |           | Eduardo Vega Luna                                                                                   | Indép. |
| Ministre de l’Éducation                                         |           | Ricardo Cuenca                                                                                      | Indép. |
| Ministre de la Santé                                            |           | Pilar Mazzetti (jusqu'au 13/02/2021)                                                                | Indép. |
| Ministre de la Santé                                            |           | Óscar Ugarte                                                                                        | JP     |
| Ministre du Développement agraire et de l'Irrigation            |           | Federico Tenorio                                                                                    | Indép. |
| Ministre du Travail et de la Promotion de l'emploi              |           | Javier Palacios Gallegos                                                                            | Indép. |
| Ministre de la Production                                       |           | José Luis Chicoma                                                                                   | Indép. |
| Ministre du Commerce extérieur et du Tourisme                   |           | Claudia Cornejo                                                                                     | PM     |
| Ministre de l'Énergie et des Mines                              |           | Jaime Gálvez                                                                                        | Indép. |
| Ministre des Transports et des Communications                   |           | Eduardo González Chávez                                                                             | Indép. |
| Ministre du Logement, de la Construction et de l'Assainissement |           | Solangel Fernández                                                                                  | Indép. |
| Ministre de la Femme et des Populations vulnérables             |           | Silvia Loli                                                                                         | Indép. |
| Ministre de l'Environnement                                     |           | Gabriel Quijandría                                                                                  | Indép. |
| Ministre de la Culture                                          |           | Alejandro Neyra                                                                                     | Indép. |
| Ministre du Développement et de l'Inclusion sociale             |           | Silvana Vargas                                                                                      | Indép. |